# Carlos Amastha
Carlos Enrique Franco Amastha (Barranquilla, 29 de dezembro de 1960) é um político e empresário colombiano, naturalizado brasileiro. Filiado ao Partido Socialista Brasileiro (PSB), ex-prefeito do município brasileiro de Palmas, capital do estado do Tocantins, do qual atualmente é vereador. Foi eleito em 2012 e reeleito em 2016.
Carlos Amastha chegou ao Brasil aos 22 anos de idade, fixando-se primeiramente em Curitiba (PR). Ali conheceu sua esposa, Glô Amastha, com quem teve três filhos.
É empreendedor no ramo da educação a distância e de shopping centers, onde foi o diretor-presidente do Grupo Skipton. Naturalizado como brasileiro desde 1990, Carlos Amastha fixou residência em Palmas em 2007.
Declara ser torcedor de três times de futebol: Coritiba, Palmas e Junior Barranquilla.

## Política
Carlos Amastha disputou em 2012 a eleição para o cargo de prefeito de Palmas (TO), pelo Partido Progressista (PP), tendo vencido o pleito com 49,65% dos votos válidos, tendo obtido uma soma total de 59.680 votos.
Pelo fato de a eleição de cidadãos estrangeiros (naturalizados como brasileiros) ser um fato bastante incomum no Brasil, a eleição de Carlos Amastha, em Palmas, repercutiu em diversos portais de notícias do Brasil e da Colômbia, assim como de toda a América Latina.
Anunciou sua filiação ao Partido Socialista Brasileiro (PSB) em maio de 2015. Amastha disputou a reeleição para a prefeitura de Palmas, nas eleições 2016, pelo Partido Socialista Brasileiro, tendo vencido o pleito com 52,38%  dos votos válidos, tendo obtido uma soma total de 68.634 votos.
Em dezembro de 2015 Carlos esteve em reunião com a então presidente do Brasil Dilma Rousseff e com prefeitos que entregaram à petista uma carta de apoio ao seu mandato e repúdio ao impeachment. Do grupo de 16 prefeitos que assinaram a carta, apenas seis participam do encontro, que contou com a presença dos ministros Jaques Wagner (Casa Civil) e Ricardo Berzoini (Secretaria de Governo).
Além de Carlos, estiveram no encontro os prefeitos: do Rio de Janeiro, Eduardo Paes, (PMDB); de Goiânia, Paulo Garcia, (PT); Macapá, Clécio Luís Vilhena Vieira, (sem partido); Campo Grande, Alcides Bernal, (PP) e Fortaleza, Roberto Cláudio Bezerra, (PDT).
Durante a Operação Moeda Verde, Carlos foi indiciado por dois crimes: falsidade ideológica e participação em advocacia administrativa. O inquérito sobre o caso tramitou no Tribunal Regional Federal da 4ª Região, em segredo de Justiça. Em 2015, o inquérito contra ele foi arquivado e, a partir de então, ele deixou de ser alvo de investigação.
Em 2018, disputou a eleição suplementar para o governo do Tocantins, convocada para junho daquele ano, em virtude da cassação do mandato do governador Marcelo Miranda (MDB) e da vice, Cláudia Lelis (PV). Amastha ficou em terceiro lugar com 21% dos votos válidos. Já nas eleições regulares em outubro de 2018, terminou na segunda posição com 31% dos votos, sendo derrotado por Mauro Carlesse (PHS).